# フェリックス・リュール

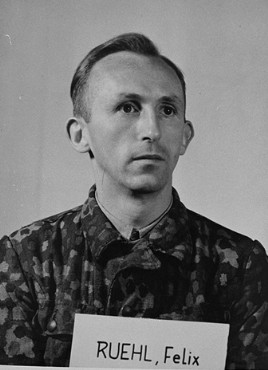
アインザッツグルッペン裁判の際に撮影されたマグショット

フェリックス・リュール（Felix Rühl, 1910年8月12日 - 1982年6月2日）は、ドイツの軍人。最終階級は親衛隊大尉(SS-Hauptsturmführer)。リュールはアインザッツグルッペD(Einsatzgruppe D)隷下のゾンダーコマンド10b(Sonderkommando 10b)に所属し、ナチス・ドイツ占領下のウクライナにてユダヤ人の虐殺に関与したという。1948年、いわゆるアインザッツグルッペン裁判で有罪判決を受け、懲役10年を言い渡される。ただし、1951年には釈放されている。

## 経歴
アルンスベルク生まれ。リュールはギムナジウムを卒業した後の1926年にアビトゥーア試験に合格した。彼は1929年までルッケンワルデにて貿易に関する仕事に従事し、その後イギリスで1年を過ごした。1930年11月9日、20歳になったリュールは国家社会主義ドイツ労働者党(NSDAP)への入党を果たす（党員番号：408.468）。また、これと同時に突撃隊(SA)にも入隊している。1931年2月から1933年9月にかけて、ルッケンワルデの裁判所で働く。1932年9月にはSAを除隊し、10月までに親衛隊(SS)に入隊した（隊員番号：51305）。1933年からはゲシュタポの隊員として勤務し、1935年には親衛隊保安部(SD)での勤務に移る。1935年にはケルンのゲシュタポ支部に配属され、1939年以降はプラハとブルノにおける防諜活動に従事した。
リュールは後にアインザッツグルッペン裁判で共に被告となったロタール・フェントラーと同様、上官の推薦によりベルリン＝シャルロッテンブルクにある保安警察・SD幹部候補生学校(Führerschule der Sicherheitspolizei und des Sicherheitsdienstes der SS)に入校する。
1941年5月には卒業し、その後しばらくしてアインザッツグルッペンDゾンダーコマンド10bに配属された。ゾンダーコマンド10bは、隊長アロイス・ペルシュテラーSS少佐の元、7名の将校と85名の下士官兵で構成されていた。リュールは配属と共にSS大尉に昇進した。彼はまた、部隊内で4番目に勤続年数の長いSS隊員だった。1941年6月末にはバルバロッサ作戦が始まり、リュールらゾンダーコマンド10bはドイツ軍が占領したソ連領土に派遣された。ソ連駐屯中はゾンダーコマンド10bの需品係将校(Quartiermeister)の職にあり、物資の調達や駐屯地の確保などを行い、部隊の管理業務にも携わっていた。1941年6月30日、ゾンダーコマンド10bは第11軍およびルーマニア陸軍部隊と共にルーマニア領内に駐屯する。1941年10月1日、部隊を離れベルリンに戻る。その後はアウクスブルクのゲシュタポ支部に勤務した。
敗戦後に逮捕され、1947年から1948年に掛けて行われたアインザッツグルッペン裁判の24人の被告の1人となる。彼の弁護人はハインリヒ・リンク(Heinrich Link)で、クルト・ヘルム博士(Dr. Kurt Helm)が補佐についていた。裁判長はマイケル・ムスマノだった。ベンジャミン・フェレンチ率いる検察側は、隊長ペルシュテラー少佐に泥酔癖があった為、リュールがしばしば事実上の指揮官として振る舞っていたと主張した。この主張は別のゾンダーコマンド10b隊員の証言に基づいたものだった。しかし共同被告のハインツ・シューベルトが証言の中でリュールがベルリンに戻ってからも部隊が活動し続けていた点を指摘し、この訴因による起訴はまもなく取り下げられた。1941年7月6日にチェルニウツィーで起こった殺人や、1941年7月末にホトィンで起こった殺人に関しても、リュールの関与は立証されなかった。1948年4月9日、リュールは「人道に対する罪」および「戦争犯罪」の2つについて、彼のアインザッツグルッペン所属期間がわずか3ヶ月であり、またその期間内に部隊が戦争犯罪に直接関与した記録もないことから共に無罪とされた。ただし「犯罪組織への参加」に関しては有罪となり、懲役10年間が宣告された。